# Johann Georg von Langen
Johann Georg von Langen (22. marts 1699 i Oberstadt – 25. maj 1776 i Jægersborg) var en tysk forstbotaniker, bror til Franz Philipp von Langen.
Langen var født i Thüringen. Han tilbragte 25 år af sit voksne liv under dansk herredømme, deraf 12 i Norge og sine sidste fra 1763, hvor Frederik 5. på initiativ af overjægermester Carl Christian von Gram hentede ham til Danmark for at indrette kronens skove i Nordsjælland til økonomisk rationel tømmerproduktion.
Han blev indkaldt i 1737 til Norge for at ordne Kongsberg skove af hensyn til bjergværksdriftens regelmæssige forsyning med træ og vendte derefter i 1742 tilbage til Braunschweig, hvorfra han som »Oberjägermeister« atter indkaldtes til Danmark i 1763 for at indføre de dengang ny principper for ordnet skovdrift i Nordsjællands statsskove. Disse havde hidtil lige som næsten al anden skov i Danmark været drevne ved plukhugst. Von Langen indførte nu »hugstinddelingen«, hvorved skoven deltes i een eller flere rækker af regelmæssig formede stykker, som hvert for sig blev hugget og på ny tilkultiveret på eet år. For at kunne bestemme disse årshugsters størrelse opmålte og kortlagde von Langens skovenes areal, og for at kunne give oplysning om udbyttet af skovdriften optalte han alle træer over en vis størrelse med tilføjelse af deres fordeling i 3 størrelsegrupper. Til hjælp ved udførelsen af disse arbejder havde von Langen dels 2 af sine landsmænd, som var fulgte med ham til Danmark, dels 8 unge danske forstmænd, som havde søgt uddannelse i Tyskland blandt andet også i Braunschweig hos von Langen. Arbejdet blev da også omtrent fuldført for alle Nordsjællands statsskove i løbet af et par år.
Von Langen fik anlagt stendiger og grøfter for at holde husdyrene ude og inddelte skoven i firkantede afdelinger, der blev indhegnet for at holde vildtet ude.
I afdelingerne blev plantet mange forskellige træarter: von Langen indførte bl.a. nåletræarterne rødgran, ædelgran, lærk og skovfyr til dansk skovbrug. Von Langen indførte også træarten ær (ahorn), som sår sig så villigt overalt, at den har fået tilnavnet "von Langens fodspor". I Nørreskoven står endnu to meget høje ædelgraner og flere imponerende lærke og ahorn.
I perioden 1763-78 blev den såkaldte Gram-Langenske forstordning indført.
Mange af de træer, der i sin tid blev plantet under von Langen, kan stadig ses, og flere plantager i nordsjællandske skove er opkaldt efter ham.
Han boede på Jægersborg Slot og blev begravet i Gentofte Kirke, hvor der er opsat en mindetavle over ham.
Von Langens største betydning for Danmarks skovbrug ligger dog ikke i den administrative ordning, han gennemførte, thi den blev forholdsvis hurtig opgivet, men derimod i, at han for denne ordnings skyld indførte blandt andet de i landet hidtil ikke dyrkede nåletræer, som siden hans tid har bredt sig til alle egne af landet.